# Rick Strassman
Rick Strassman (Los Angeles, 8 febbraio 1952) è un medico statunitense specializzato in psichiatria con un training medico nella ricerca clinica psicofarmacologica.
Ha ottenuto un training medico nella ricerca clinica psicofarmacologica alla Università della California a San Diego ed è stato per undici anni insegnante di psichiatria all'Università del Nuovo Messico. Dopo un intervallo di venti anni, Strassman è stata la prima persona negli Stati Uniti ad intraprendere la ricerca umana sulle sostanze psichedeliche, allucinogene, o enteogeniche con la sua ricerca sulla N,N-dimetiltriptamina. È anche l'autore del ben noto libro DMT: La molecola dello spirito che riassume la sua ricerca accademica sulla DMT e include le sue riflessioni e conclusioni sulla ricerca.

## Ricerca sulla biologia evolutiva
Come studente universitario alla Stanford University, lavorando sulla biologia evolutiva nel laboratorio di Norman K. Wessells PhD, Strassman sviluppò un nuovo modello per la crescita dei neuroni dei gangli dorsali degli embrioni aviari, sospesi in una matrice semi-solida di agar, permettendo così una valutazione tridimensionale dello schema di crescita. Usando questo modello, scoprì uno schema di crescita del bordo d'attacco queste cellule non casuale.

## Ricerca sulla melatonina
L'interesse di Strassman sulla biologia umana degli stati alterati di coscienza lo condusse allo studio della melatonina (ormone della ghiandola pineale) negli anni '80, in quel periodo c'erano dati indicativi sugli effetti altamente psicoattivi dell'ormone. Questa ricerca si tenne alla Scuola di Medicina dell'Università del Nuovo Messico ad Albuquerque, dove era stato di professore di ruolo associato in psichiatria. Ha sviluppato per primo un modello di soppressione notturno della melatonina tramite una luce accecante perennemente accesa nelle ore notturne. In seguito stabilì un efficace protocollo di infusione di melatonina esogena che replicava i livelli di melatonina endogena in condizioni di luce intensa. La soppressione della melatonina con la luce intensa per tutta la notte soppresse il normale calo di temperatura corporea osservato tra le 3 e le 4 di mattina, il momento in cui vi sono i massimi livelli di melatonina. L'infusione di melatonina esogena, replicando i livelli endogeni, nelle condizioni di luce intensa (nelle quali la melatonina endogena è stata soppressa) ha ristabilito il normale calo della temperatura corporea interna. Gli effetti psicoattivi della melatonina erano solo sedativi, tuttavia lo condussero a concentrarsi sulla DMT nei suoi lavori futuri.

## Ricerca sulle droghe psichedeliche
Gli studi di Strassman, che si sono tenuti tra il 1990 e il 1995 nel Centro di Ricerca Clinica Generale dell'Ospedale dell'Università del Nuovo Messico, puntarono ad investigare gli effetti della N,N-dimetiltriptamina (DMT), una potente droga psichedelica, che si trova in centinaia di piante e in tutti i mammiferi che sono stati studiati. La DMT è creata principalmente nel tessuto polmonare dei mammiferi ed è collegata ai neurotrasmettitori umani della serotonina e, nella ghiandola pineale, della melatonina.
Strassman si riferisce alla DMT come alla "molecola dello spirito" perché i suoi effetti includono molte caratteristiche dell'esperienza religiosa, come visioni, voci, coscienza disincarnata, emozioni intense, nuove intuizioni e sensazioni di travolgente significato. Durante i cinque anni di progetto, applicò 400 dosi di DMT a circa cinque dozzine di volontari umani. Strassman è stato il primo negli Stati Uniti a somministrare alle persone sostanze psichedeliche legalmente in 20 anni, e la sua ricerca è stata ampiamente considerata come il via della "rinascita psichedelica", nella quale molti composti psichedelici hanno ripreso ad essere scientificamente studiati dagli inizi degli anni '70.
Strassman caratterizzò gli effetti biologici e psicologici nella sua prima serie di studi sulla dosa-risposta, gli effetti consistevano con l'attivazione dei recettori della serotonina centrali e/o periferici. Il suo team ha pubblicato un articolo aggiuntivo descrivendo gli effetti psicologici e i risultati preliminari di una nuova scala di valutazione, l "Hallucinogen Rating Scale" (Scala di Valutazione dell'Allucinogeno), o HRS. L'HRS ha visto un ampio consenso in tutta la comunità di ricerca internazionale come uno strumento sensibile e specifico per misurare gli effetti psicologici di una grande varietà di sostanze psicoattive, con oltre 45 articoli che ne documentano l'utilizzo a partire dalla metà del 2015. Uno studio successivo sulla DMT dimostrò una mancata tolleranza agli effetti psicologici di dosi ripetute e ravvicinate di DMT, rendendo la DMT unica tra gli psichedelici classici.
Più della metà dei volontari di Strassman riportò profondi incontri/interazioni con creature non umane mentre erano in uno stato dissociato. Il dottor Strassman ha ipotizzato che quando una persona si avvicina alla morte o forse è in uno stato onirico, il corpo rilasci DMT in una quantità relativamente grande, mediante alcune immagini riportate dai sopravvissuti delle esperienze di pre-morte. Comunque, non ci sono dati correlati all'attività della DMT endogena a stati alterati di coscienza non legati alla droga. Lui ha anche teorizzato che la ghiandola pineale possa formare la DMT sotto certe condizioni, e nel 2013 i ricercatori hanno riportato per la prima volta la DMT nel microdializzato della ghiandola pineale dei roditori.
Ha dettagliato le sue ricerche nel suo libro DMT: La Molecola dello Spirito; e ha co-prodotto un docufilm con lo stesso nome, basato sul libro stesso. Il dottor Strassman ha anche condotto ricerche simili usando la psilocibina, un alcaloide psichedelico trovato nei funghi allucinogeni. In studi non pubblicati, ha somministrato dosi superiori a 1,1 mg/kg, quasi tre volte le dosi considerate "psichedeliche" nella ricerca clinica contemporanea con questo composto.  Aveva anche il permesso di iniziare uno studio sull'LSD, ma non lo iniziò quando finì il suo studio sulla DMT.

## Cottonwood Research Foundation
Nel 2007, Strassman, insieme a Steven A. Barker e ad Andrew C. Stone, formò la Cottonwood Research Foundation per continuare la ricerca scientifica sulla natura della coscienza.

## Opere
- Rick Strassman (con Slawek Wojtowicz, Luis Eduardo Luna e Ede Frecska), Inner Paths to Outer Space: Journeys to Alien Worlds through Psychedelics and Other Spiritual Technologies, Park Street Press, 2008, ISBN 978-1-59477-224-5
- Rick Strassman, DMT: The Spirit Molecule: A Doctor's Revolutionary Research into the Biology of Near-Death and Mystical Experiences, Park Street Press, 2001, ISBN 0-89281-927-8 (traduzione italiana DMT: La molecola dello Spirito, Spazio Interiore, 2019, ISBN 978-88-94906-32-5)
- Rick Strassman, Hallucinogens (chapter), in Mind-Altering Drugs: The Science Of Subjective Experience, Oxford University Press, 2005, ISBN 0-19-516531-4
- Rick Strassman, DMT and the Soul of Prophecy: A New Science of Spiritual Revelation in the Hebrew Bible, Park Street Press, 2014, ISBN 1594773424